# مخطط تدفق معلومات

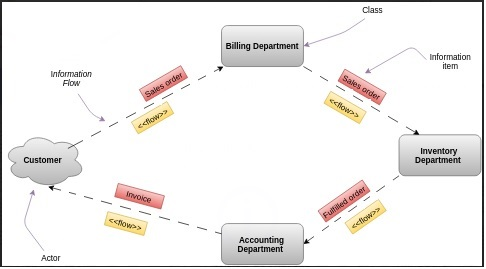

مخطط تدفق المعلومات هو مخطط يظهر كيفية تناقل المعلومات (أو «تدفقها») من مصدر إلى مستقبل أو هدف (مثلًا من أ إلى ج)، عن طريق وسط ما.:36–39 يؤدي الوسط دور جسر، وسيلة لنقل المعلومات. من الأمثلة على الأوساط الممكنة التناقل الشفهي، الراديو، الإيميل، ...إلخ. استخدم مفهوم مخطط تدفق المعلومات لأول مرة في البث الإذاعي. يمكن أن يشمل النظام الممثل تغذية راجعة، استجابة أو رد على الإشارة المرسلة. يمكن أن تكون مسارات العودة ثنائية الاتجاه: أي يمكن للمعلومات أن تتدفق ذهابًا وجيئةً.
يمكن استخدام مخطط تدفق المعلومات لنمذجة تدفق المعلومات في منظمة. يظهر مخطط تدفق المعلومات العلاقة بين تدفقات المعلومات الداخلية ضمن منظمة وتدفقات المعلومات الخارجية بين المنظمات. يظهر أيضًا العلاقة بين الأقسام الداخلية والأنظمة الفرعية.
يستخدم مخطط تدفق المعلومات عادةً «فقاعات» لتفكيك النظام والأنظمة الفرعية لأجزاء مكونة أو عناصر أولية. تشير الخطوط عندها إلى كيفية انتقال المعلومات من نظام إلى آخر. تستخدم مخططات تدفق المعلومات في الشركات والوكالات الحكومية والعمليات السينمائية والتلفزيونية.
عادةً ما يخلط الناس بين مخططات تدفق المعلومات ومخططات تدفق البيانات. تظهر المعلومات في مخططات تدفق المعلومات على شكل مصادر ومواقع وتدفقات. تظهر مخططات تدفق البيانات العمليات التي تتحول فيها المدخلات إلى مخرجات. قواعد البيانات حاضرة أيضًا في مخططات تدفق البيانات لإظهار مكان الاحتفاظ بالمعلومات ضمن الأنظمة. تدعى مواقع المعلومات النهائية في مخططات تدفق البيانات «مصارف».:180

## الغرض
وصف بيتر تشكيلاند، وهو عالم إدارة بريطاني، تدفقات المعلومات بين العناصر المختلفة التي تؤلف العديد من الأنظمة. عرف أيضًا النظام بأنه «متموضع مجتمعيًّا ضمن بيئة».
الغرض الرئيسي من مخطط تدفق المعلومات عرض المصادر التي ترسل وتتلقى المعلومات بشكل مرتب وتحليلها. يسمح هذا للمشاهدين برؤية مسار تقدم المعلومات وتحليل الحالات المختلفة. إن إنشاء مخطط تدفق المعلومات هو -في معظم الحالات- الخطوة الأولى في تحليل المعلومات.
مخططات تدفق المعلومات مخططات سلوكية تظهر تبادل البيانات بين الأنظمة. تستخدم أيضًا لوصف تداول المعلومات ضمن الأنظمة نفسها.
تمثل المعلومات التي تنتقل على امتداد المخطط إما على شكل عناصر معلومات أو بمحددات صلبة. تستخدم مخططات تدفق المعلومات بهدف:
- تطوير نظرة عامة عالية المستوى لتدفق المعلومات في منظمة.
- الإضاءة على التدفقات التفصيلية في مهمة فردية.
- وصف تدفق المعلومات داخل المنظمات وحولها وبين الأقسام.[4]
- فهم عنق زجاجة العملية التجارية في التدفقات المختلفة للمعلومات: التسلسلية، الآنية، المتوازية، العجلة، واحد-للعديد، العديد-للعديد، العديد-لواحد.[5]